# Lucas Arcanjo
Lucas Willians Assis Arcanjo (Piritiba, 5 agosto 1998) è un calciatore brasiliano, portiere del Vitória.

## Carriera
Arcanjo è cresciuto nel settore giovanile del Vitória, con cui ha debuttato il 18 maggio 2019 nell'incontro di Série B perso 3-1 contro il São Bento. Nel 2021 è stato designato come nuovo portiere titolare della squadra al posto di Ronaldo e nel mese di aprile ha rinnovato il contratto fino al 2023. Nel luglio del 2022 ha subito un infortunio alla spalla che lo ha tenuto fuori per il resto della stagione.
Rientrato nel 2023, ha fatto parte della squadra che ha vinto il campionato di Série B riportando il Vitória in massima divisione a sei anni di distanza dall'ultima partecipazione e nel mese di maggio ha prolungato il contratto fino al 2026. Ha debuttato in Série A il 14 aprile 2024 nell'incontro perso 1-0 contro il Palmeiras.

## Statistiche

### Presenze e reti nei club
Statistiche aggiornate al 15 maggio 2024.
| Stagione        | Squadra         | Campionato      | Campionato | Campionato | Coppe nazionali | Coppe nazionali | Coppe nazionali | Coppe continentali | Coppe continentali | Coppe continentali | Altre coppe | Altre coppe | Altre coppe | Totale | Totale | Totale |
| Stagione        | Squadra         | Comp            | Pres       | Reti       | Comp            | Pres            | Reti            | Comp               | Pres               | Reti               | Comp        | Pres        | Reti        | Pres   | Reti   |        |
| --------------- | --------------- | --------------- | ---------- | ---------- | --------------- | --------------- | --------------- | ------------------ | ------------------ | ------------------ | ----------- | ----------- | ----------- | ------ | ------ | ------ |
| 2019            | Vitória         | PD/BA+B         | 0+1        | -3         | CB              | 0               | 0               |                    | -                  | -                  |             | -           | -           | 1      | -3     |        |
| 2020            | Vitória         | PD/BA+B         | 3+0        | -4         | CB              | 1               | -1              |                    | -                  | -                  | CdN         | 1           | -1          | 5      | -6     |        |
| 2021            | Vitória         | PD/BA+B         | 3+30       | -2,-23     | CB              | 5               | -5              |                    | -                  | -                  | CdN         | 6           | -4          | 44     | -34    |        |
| 2022            | Vitória         | PD/BA+C         | 9+13       | -6,-10     | CB              | 4               | -5              |                    | -                  | -                  | CdN         | 3           | -3          | 29     | -24    |        |
| 2023            | Vitória         | PD/BA+B         | 4+36       | -2,-26     | CB              | 1               | -2              |                    | -                  | -                  | CdN         | 6           | -10         | 47     | -40    |        |
| 2024            | Vitória         | PD/BA+A         | 8+5        | -7,-11     | CB              | 1               | -1              |                    | -                  | -                  | CdN         | 3           | -2          | 17     | -21    |        |
| Totale carriera | Totale carriera | Totale carriera | 112        | -94        |                 | 12              | -14             |                    | -                  | -                  |             | 19          | -20         | 143    | -128   |        |

## Palmarès

### Club

#### Competizioni nazionali
- Campeonato Brasileiro Série B: 1

Vitória: 2023